# Peter Andersson (ishockeyspelare född 1991)
Peter Andersson, född 13 april 1991, är en svensk professionell ishockeyspelare som bland annat har spelat för Västra Frölunda, Borås Hockey och Vancouver Canucks farmalag, Utica Comets. Han spelar nu för Örebro HK i SHL. 

## Bakgrund
Peter Andersson valdes som 143:e spelaren totalt i NHL Entry Draft 2009. Efter säsongen 2009/2010 skrev Andersson ett treårigt kontrakt med Vancouver Canucks, dock lånades han ut till Örebro HK säsongen 2011/2012. Inför säsongen 2012/2013 återkallade Vancouver lånet, och Peter Andersson hamnade i Vancouvers farmarklubb Chicago Wolves i AHL.

## Klubbar
- Västra Frölunda
- Borås Hockey
- Örebro HK
- Chicago Wolves
- Utica Comets